# Георгий Хиробоск
Георгий Хёробоскос (600-е годы) — византийский дьякон и учёный-грамматик Вселенской школы в Константинополе. Точные даты его жизни неизвестны, как неизвестен и род занятий: он мог быть как руководителем библиотеки университета, так и иметь должность при церкви. Слово «Χοιροβοσκός», означающее по-гречески «свинопас», может быть как унаследованной фамилией, так и отсылкой к его прежнему занятию.
Главный его труд — комментарии к Канонам Феодосия, единственное его сочинение, дошедшее до нас полностью. Также был автором частично сохранившихся трактатов по орфографии и стихосложению и многочисленных комментариев к произведениям древнегреческих классиков. Его курс лекций по грамматике дошёл до нашего времени в виде записей, сделанных его учениками.
- Эта статья (раздел) содержит текст, взятый (переведённый) из одиннадцатого издания «Британской энциклопедии», перешедшего в общественное достояние.